# Lars-Viggo Jensen

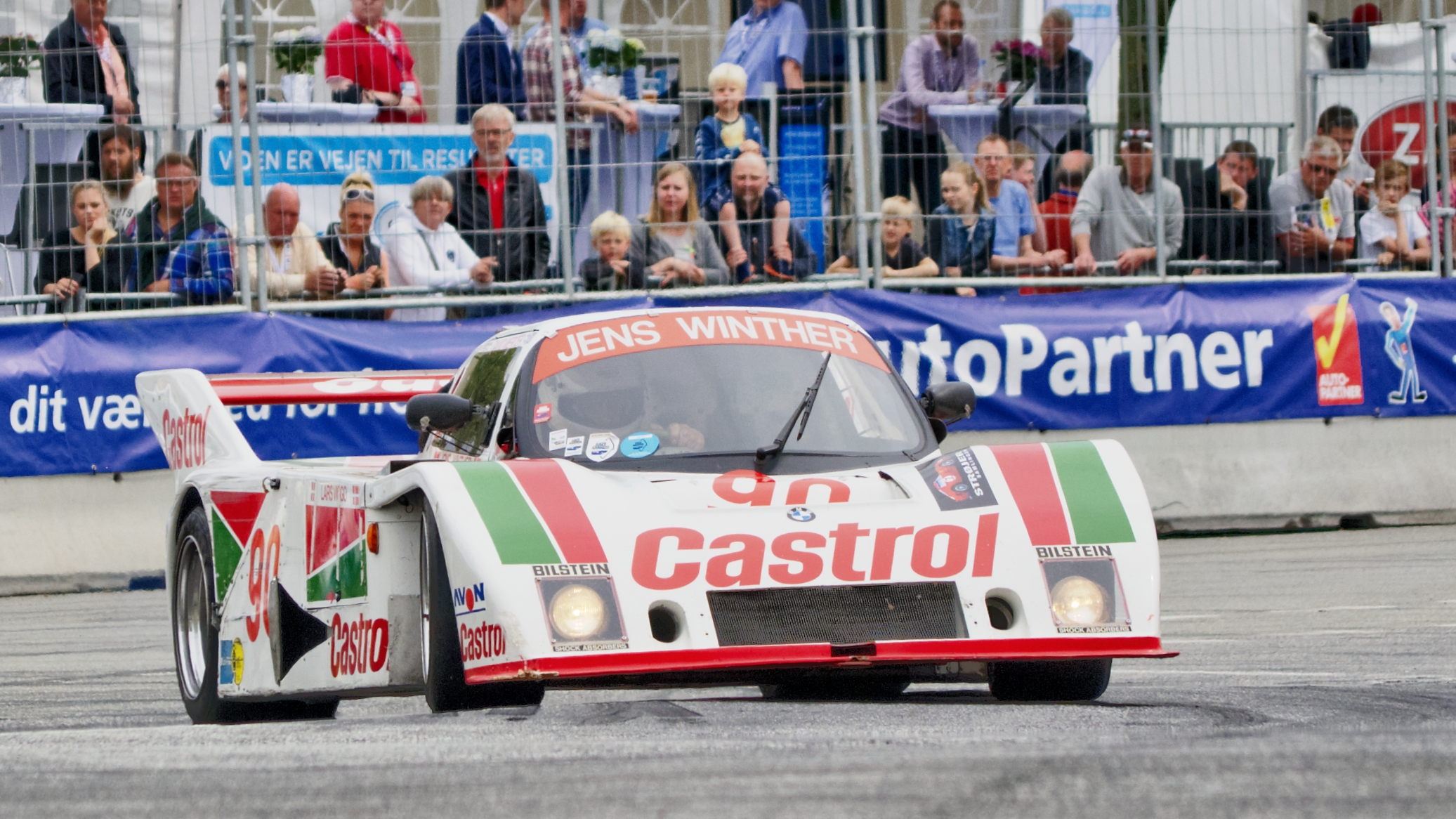
Der URD C83 mit dem David Mercer, Lars-Viggo Jensen und Jens Winther beim 24-Stunden-Rennen von Le Mans 1986 den elften Gesamtrang erreichten

Lars-Viggo Jensen (* 19. August 1945 in Lejre; † 24. Februar 2023) war ein dänischer Autorennfahrer.

## Karriere als Rennfahrer
Lars-Viggo Jensen kam über Clubrennen, die er auf einem Austin-Cooper bestritt, zum Monopostosport. Er startete in der Formel Ford und wurde 1974 Dritter in der deutschen Meisterschaft. Nach zwei Jahren in der Formel 3 führte ihn seine Freundschaft mit Jens Winther zum Rallyesport. Die Tour d’Europe war eine jener Langstrecken-Rallyes, die einen zweiten Fahrer notwendig machten. Gemeinsam mit Winther gewann er 1980 diese Ausdauerfahrt.
Mit Winther wechselte er 1981 in den Sportwagensport. Mit dem BMW M1 starteten sie in der Sportwagen-Weltmeisterschaft und beim 24-Stunden-Rennen von Le Mans. Beste Platzierung war der siebte Gesamtrang beim 1000-km-Rennen auf dem Nürburgring 1982. Die beiden Einsätze in Le Mans prägten die Karriere von Lars-Viggo Jensen. 1984 kam er als Erster auf der Les-Hunaudieres-Geraden an der Stelle vorbei, wo John Sheldon einen schweren Unfall hatte. Da bei diesem Unfall ein Streckenposten ums Leben kam, überlegte er sich den Rücktritt vom Rennsport und fuhr in der Folge nur noch wenige Rennen. Als er zwei Jahre nach Le Mans zurückkehrte, verunglückte dort Jo Gartner tödlich. Die erste Platzierung dänischer Fahrer im Schlussklassement von Le Mans konnte die Trauer über den Tod von Gartner nicht überdecken. Nach dem wenige Wochen später gefahrenen 24-Stunden-Rennen von Spa-Francorchamps trat er zurück. 

## Statistik

### Le-Mans-Ergebnisse
| Jahr | Team                      | Fahrzeug | Teamkollege  | Teamkollege  | Platzierung | Ausfallgrund |
| ---- | ------------------------- | -------- | ------------ | ------------ | ----------- | ------------ |
| 1984 | Jens Winther Team Castrol | BMW M1   | David Mercer | Jens Winther | Ausfall     | Motorschaden |
| 1986 | Jens Winther              | URD C83  | David Mercer | Jens Winther | Rang 11     |              |

### Einzelergebnisse in der Sportwagen-Weltmeisterschaft
| Saison | Team            | Rennwagen | 1   | 2   | 3   | 4   | 5   | 6   | 7   | 8   | 9   | 10  | 11  | 12  | 13  | 14  | 15  |
| ------ | --------------- | --------- | --- | --- | --- | --- | --- | --- | --- | --- | --- | --- | --- | --- | --- | --- | --- |
| 1981   | Team Rassmussen | BMW 320i  | DAY | SEB | MUG | MON | RIV | SIL | NÜR | LEM | PER | DAY | WAT | SPA | MOS | ROA | BRH |
| 1981   | Team Rassmussen | BMW 320i  |     |     | 11  |     |     |     |     |     |     |     |     |     |     |     |     |
| 1982   | Jens Winther    | BMW M1    | MON | SIL | NÜR | LEM | SPA | MUG | FUJ | BRH |     |     |     |     |     |     |     |
| 1982   | Jens Winther    | BMW M1    | 10  | 15  | 7   |     | 14  |     |     |     |     |     |     |     |     |     |     |
| 1983   | Jens Winther    | BMW M1    | MON | SIL | NÜR | LEM | SPA | FUJ | KYA |     |     |     |     |     |     |     |     |
| 1983   | Jens Winther    | BMW M1    |     |     |     | 8   |     |     |     |     |     |     |     |     |     |     |     |
| 1984   | Jens Winther    | BMW M1    | MON | SIL | LEM | NÜR | BRH | MOS | SPA | IMO | FUJ | KYA | SAN |     |     |     |     |
| 1984   | Jens Winther    | BMW M1    | 9   |     | DNF | 19  | 12  |     | 12  |     |     |     | DNF |     |     |     |     |
| 1985   | Jens Winther    | URD C83   | MUG | MON | SIL | LEM | HOK | MOS | SPA | BRH | FUJ | SEL |     |     |     |     |     |
| 1985   | Jens Winther    | URD C83   | 9   |     |     |     |     |     |     |     |     |     |     |     |     |     |     |
| 1986   | Jens Winther    | URD C83   | MON | SIL | LEM | NÜN | BRH | JER | NÜR | SPA | FUJ |     |     |     |     |     |     |
| 1986   | Jens Winther    | URD C83   | 11  |     |     |     |     |     |     |     |     |     |     |     |     |     |     |